# Ryboły (gmina)
Ryboły – dawna gmina wiejska istniejąca 1952–1954 w woj. białostockim (dzisiejsze woj. podlaskie). Siedzibą gminy były Ryboły.
Gmina została utworzona w dniu 1 lipca 1952 roku w woj. białostockim, w powiecie bielskim, z części gmin Bielsk i Narew. W dniu powołania gmina składała się z 8 gromad.
Gmina została zniesiona 29 września 1954 roku wraz z reformą wprowadzającą gromady w miejsce gmin. Jednostki nie przywrócono 1 stycznia 1973 roku po reaktywowaniu gmin.